# 佐藤尚忠
佐藤 尚忠（さとう なおただ、1935年3月25日 - ）は、日本の経営者。明治製菓社長を務めた。東京都出身。

## 来歴・人物
1964年に慶應義塾大学経済学部を卒業し、同年に明治製菓に入社。1995年6月に取締役に就任し、常務、専務を経て、2003年6月に社長に就任。2012年6月に明治ホールディングス会長に就任し、2014年6月から相談役を務めた。
2013年11月に旭日中綬章を受章。